# Malickyella
Malickyella is een geslacht van vlinders uit de familie van de grasmotten (Crambidae), uit de onderfamilie van de Spilomelinae. De wetenschappelijke naam van dit geslacht is voor het eerst voorgesteld door Wolfram Mey en Wolfgang Speidel in een publicatie uit 2010.

## Soorten
- M. brunnea Mey & Speidel, 2010
- M. iriusalis (Walker, 1859)
- M. lobophoralis (Hampson, 1896)
- M. tigridalis (Hampson, 1897)